# Station Ludynia
Station Ludynia is een spoorwegstation in de Poolse plaats Czostków.